# Sandra-Hélèna Tavares
Sandra-Hélèna Tavares (ur. 29 maja 1982 w Lizbonie) – portugalska lekkoatletka specjalizująca się w skoku o tyczce. Posiada także obywatelstwo francuskie. Jej siostry – Elisabete, Maria Eleonor i Sandra Sofia również są lekkoatletkami.

## Osiągnięcia
- reprezentowanie kraju w Pucharze Europy oraz innych dużych międzynarodowych imprezach lekkoatletycznych
- medalistka mistrzostw Portugalii[2] oraz Francji[3]

## Rekordy życiowe
- skok o tyczce (stadion) – 4,35 (2008 & 2009) były rekord Portugalii
- skok o tyczce (hala) – 4,31 (2008)